# Ihre größten Erfolge
Ihre größten Erfolge ist der Titel des Debütalbums der deutschen Rockband Extrabreit, das 1980 veröffentlicht wurde. Es enthielt den Hit Hurra, hurra, die Schule brennt und eine Coverversion des Hans-Albers-Liedes Flieger, grüß mir die Sonne aus dem im Jahr 1932 gedrehten UFA-Film F.P.1 antwortet nicht.

## Hintergrund
Extrabreit war 1978 von Stefan „Kleinkrieg“ Klein und Gerhard „Käpt’n Horn“ Sperling gegründet worden. Die Idee für den Bandnamen stammt von Gerhard Sperling, der ihn auf einem besonders dicken Filzstift der Firma edding entdeckt hatte. Ralf „Rhava“ Denz, der auch bei The Ramblers spielte, übernahm den Bass. Erster Sänger wurde Horst-Werner Wiegand. Die Band erspielte sich in ihrer Heimatstadt Hagen rasch einen guten Ruf als Liveband. Nach internen Querelen stieg Wiegand überraschend aus, dem Denz wenig später folgte.
Stefan Klein bekam eine Musikkassette in die Hand gedrückt von Gabi Lambrecht, einer Mitbewohnerin der Wohngemeinschaft B 56, zu der auch Kay-Oliver Schlasse (später alias Kai Havaii) gehörte. Auf der Kassette war Schlasse mit Wiegand jammend zu hören. Klein fragte daraufhin unvermittelt bei Schlasse nach, ob er bei Extrabreit singen wolle.:S. 65–74 Schlasse sagte zu. Denz wurde durch Ralf Teuwen ersetzt, zweiter Gitarrist war Peter Worthmann. Mit Jörg A. Hoppe, der ebenfalls in der WG B 56 wohnte, fand die Band schließlich auch einen Manager.:S. 65–74
Nachdem die Band ein Demoband aufgenommen hatte, fand sie in Hartwig Masuch einen Unterstützer, der ihnen die Aufnahme ihrer ersten Single ermöglichte und versprach, sich auch um einen Plattenvertrag für die Gruppe zu kümmern. Bei seinem Wiehagen & Masuch Musikverlag unterzeichnete die Band daher 1979 einen Verlagsvertrag.
Im Januar nahm die Band daraufhin im Januar 1980 im Tonstudio Hiltpoltstein das Lied Hart wie Marmelade auf, als B-Seite sollte das Lied 1.36, das noch von Horst-Werner Wiegand geschrieben worden war und später nicht auf dem Album veröffentlicht wurde, dienen. Masuch produzierte die Single unter seinem Pseudonym Christian Schneider, mit dem er auch als Sänger in der Band The Ramblers agierte. Der von ihm ausgehandelte Plattenvertrag verschaffte der Gruppe eine musikalische Heimat beim Label Metronome (Warner Music Group). Das Label lehnte die Veröffentlichung der ursprünglichen Aufnahme jedoch ab, da sich darin die Textzeile »und dann zieh’ ich weißes Pulver, bis die Nasenflügel qualmen« befand. Management und Plattenfirma einigten sich auf einen Kompromiss: Die Band nahm eine geänderte, »radiotaugliche« Version des Liedes auf und erhielt im Gegenzug die Zusage, dass auf einem gegebenenfalls zu veröffentlichenden Album der Originaltext Verwendung finden werde.:S. 87
Am 7. April 1980:S. 88 versuchte Gitarrist Peter Worthmann, sich das Leben zu nehmen. Für ihn sprang Carlo Karges ein. Er war von Masuch empfohlen worden, um die anstehenden Konzerte zu spielen und gegebenenfalls an den Aufnahmen für das geplante Album mitzuwirken. Die Arbeiten dazu fanden erneut in Hiltpoltstein statt.
Das erste Lied, das die Band aufnahm, war Hurra, hurra, die Schule brennt, dessen Gitarrenakkorde Gerhard Sperling einige Zeit vor dem Studioaufenthalt geschrieben hatte und zu dem Kai Havaii, wie Sänger Schlasse mittlerweile genannt wurde, die Assoziation Kinderlied gehabt hatte. Er schrieb einen dazu passenden Text.:S. 103 Während der gleichen Session entstand auch die Coverversion von Flieger, grüß mir die Sonne (ursprünglich: Das Fliegerlied). Den Text wandelten Kleinkrieg und Havaii leicht ab und ließen im Refrain der ursprünglichen Version des Liedes die Zeilen fünf und sechs aus.
Mit Junge, wir können so heiß sein befand sich auf dem Album mindestens eine Hommage, tatsächlich jedoch eine von Schlasse und Klein stark bearbeitete und textlich frei ins Deutsche übertragene Coverversion von Lou Reeds Walk on the Wild Side, womit die Band indirekt eine Verbindung zu den US-amerikanischen Punk-Vorläufern Velvet Underground herstellten. Das Gitarrensolo zu diesem Lied steuerte Ramblers-Gitarrist Frank Becking bei.
Am Ende der zwei Wochen Studiozeit hatte die Band dreizehn Lieder für ihr Album aufgenommen. Dabei waren viele Titel aus der Frühphase der Gruppe nicht berücksichtigt worden: Denkpause, Hit um 7 oder Bei Rainer ist die Hölle los waren alle bereits 1979 entstanden, wurden aber erst 2003 auf dem Sampler Unerhört – 18 Rär Träcks, Demos und andere exotische Spezialitäten von der Band im Selbstverlag veröffentlicht.
Nach Ende der Aufnahmen warf zunächst Manager Jörg A. Hoppe das Handtuch, weil ihm das Album nicht „punkig genug“ war. Carlo Karges verließ ebenfalls die Band, Schlagzeuger Gerhard Sperling war hinausgeworfen worden. Sänger Schlasse, plötzlich von Selbstzweifeln geplagt, rief Stefan Klein an und teilte ihm mit, dass er ebenfalls aussteigen werde.:S. 107–108 Klein machte daraufhin Norbert Thiel, genannt „Nobsy Laumann“, zum Sänger der Band und engagierte den Schlagzeuger Rolf Möller, den er schon seit Kindheitstagen kannte, um die Band am Leben zu erhalten.

## Titelliste
| Nr. | Titel                           | Autor(en)                             | Länge |
| --- | ------------------------------- | ------------------------------------- | ----- |
| 1.  | Hurra, hurra, die Schule brennt | Kay-Oliver Schlasse, Gerhard Sperling | 2:14  |
| 2.  | Extrabreit                      | Horst-Werner Wiegand                  | 3:43  |
| 3.  | Sturzflug                       | Schlasse, Worthmann                   | 3:03  |
| 4.  | Annemarie                       | Schlasse, Stefan Klein                | 1:44  |
| 5.  | Bus Baby                        | Klein                                 | 1:21  |
| 6.  | Ich will hier raus              | Ralf Denz                             | 1:57  |
| 7.  | Alptraumstadt                   | Wiegand                               | 2:42  |
| 8.  | Hart wie Marmelade              | Klein, Schlasse                       | 3:01  |
| 9.  | Lotto-König                     | Klein                                 | 1:56  |
| 10. | Flieger, grüß mir die Sonne     | Allan Gray, Walter Reisch             | 2:53  |
| 11. | Es tickt                        | Schlasse, Worthmann                   | 2:51  |
| 12. | 110                             | Schlasse, Carlo Karges                | 4:59  |
| 13. | Junge, wir können so heiß sein  | Schlasse, Wiegand                     | 4:39  |

## Rezeption
In dem Buch Die Praxis der Popmusik: Soziologische Perspektiven wird das Album ausführlich analysiert. In seinem Fazit schreibt Autor P. Klose, der „Grundgestus der Stücke“ wirke „auf den ersten Blick recht einheitlich“, die genauere Analyse offenbare einen „großen Variantenreichtum im Detail“. Viele Gestaltungselemente griffen dabei „auf Konventionen älterer Rock- und Popmusik zurück“, was ein „Beleg für das Traditionsbewusstsein der Band“ sei, wobei besonders die Rolle der Gitarre zu nennen sei. Es gebe „keine zwei Songs, die weitgehend dem gleichen Muster“ gehorchten. Viele Elemente rückten „die Musik in die Nähe der Ramones“, und mit der Coverversion Junge, wir können so heiß sein werde „ebenfalls eher Bezug zur US-amerikanischen Proto-Punk-Szene“ als zum Ende der 1970er Jahre aktuellen britischen Punk hergestellt. Auch in Bezug auf die Texte sei „die Bandbreite groß“. Für Extrabreit könne als „Vertreter deutscher Popmusik in der Punk-Tradition“ gelten, was der New Musical Express den Ramones bescheinigt habe: Eine „Cartoon-Version des Rock and Roll“ zu sein.
Nach der Veröffentlichung im Sommer 1980 passierte kommerziell zunächst nicht viel mit dem Album. In der Szene in Hagen-Wehringhausen dagegen kam die Platte gut an. Doch erst mit dem Charterfolg des zweiten Studioalbums Welch ein Land ! – Was für Männer: im Dezember 1981 und der daraus ausgekoppelten Single Polizisten im Januar 1982 zog der Verkauf des Albums an. Daraufhin wurde Hurra, hurra, die Schule brennt als Single veröffentlicht, und Ihre größten Erfolge erreichte Platz sieben der deutschen Musikcharts.